# Milán Vitális
Milán Vitális (Nyíregyháza, 28 gennaio 2002) è un calciatore ungherese, centrocampista del Győri ETO in prestito dal DAC Dunajská Streda.

## Carriera
Cresciuto nel settore giovanile del Győri ETO, ha esordito in prima squadra il 19 maggio 2019, nella partita vinta per 2-0 contro il Mosonmagyaróvári. Nell'estate del 2022 viene acquistato dal DAC Dunajská Streda, con cui firma un triennale, rimanendo comunque in prestito al Győri ETO per una stagione. Rientrato al club slovacco, dopo essersi imposto come titolare nel ruolo, il 21 maggio 2024 prolunga fino al 2027 con i gialloblù; il 6 febbraio 2025 fa ritorno in prestito al Győri ETO.

## Statistiche

### Presenze e reti nei club
Statistiche aggiornate al 21 maggio 2025.
| Stagione                   | Squadra                    | Campionato                 | Campionato | Campionato | Coppe nazionali | Coppe nazionali | Coppe nazionali | Coppe continentali | Coppe continentali | Coppe continentali | Altre coppe | Altre coppe | Altre coppe | Totale | Totale |
| Stagione                   | Squadra                    | Comp                       | Pres       | Reti       | Comp            | Pres            | Reti            | Comp               | Pres               | Reti               | Comp        | Pres        | Reti        | Pres   | Reti   |
| -------------------------- | -------------------------- | -------------------------- | ---------- | ---------- | --------------- | --------------- | --------------- | ------------------ | ------------------ | ------------------ | ----------- | ----------- | ----------- | ------ | ------ |
| mag. 2019                  | Győri ETO                  | NBII                       | 1          | 0          | MK              | -               | -               | -                  | -                  | -                  | -           | -           | -           | 1      | 0      |
| 2019-2020                  | Győri ETO                  | NBII                       | 2          | 0          | MK              | 0               | 0               | -                  | -                  | -                  | -           | -           | -           | 2      | 0      |
| 2020-2021                  | Győri ETO                  | NBII                       | 24         | 1          | MK              | 1               | 0               | -                  | -                  | -                  | -           | -           | -           | 25     | 1      |
| 2021-2022                  | Győri ETO                  | NBII                       | 37         | 4          | MK              | 4               | 0               | -                  | -                  | -                  | -           | -           | -           | 41     | 4      |
| 2022-2023                  | Győri ETO                  | NBII                       | 36         | 2          | MK              | 3               | 0               | -                  | -                  | -                  | -           | -           | -           | 39     | 2      |
| 2023-2024                  | DAC Dunajská Streda        | SL                         | 23         | 3          | CS              | 5               | 0               | UECL               | 2                  | 0                  | -           | -           | -           | 30     | 3      |
| 2024-feb. 2025             | DAC Dunajská Streda        | SL                         | 16         | 2          | CS              | 4               | 1               | UCoL               | 2                  | 0                  | -           | -           | -           | 22     | 3      |
| Totale DAC Dunajská Streda | Totale DAC Dunajská Streda | Totale DAC Dunajská Streda | 39         | 5          |                 | 9               | 1               |                    | 4                  | 0                  |             | -           | -           | 52     | 6      |
| feb.-giu. 2025             | Győri ETO                  | NBI                        | 12         | 1          | MK              | 1               | 1               | -                  | -                  | -                  | -           | -           | -           | 13     | 2      |
| Totale Győri ETO           | Totale Győri ETO           | Totale Győri ETO           | 112        | 8          |                 | 9               | 1               |                    | -                  | -                  |             | -           | -           | 121    | 9      |
| Totale carriera            | Totale carriera            | Totale carriera            | 151        | 13         |                 | 18              | 2               |                    | 4                  | 0                  |             | -           | -           | 173    | 15     |